# Phoenix (rumsonde)
 For alternative betydninger, se Phoenix. (Se også artikler, som begynder med Phoenix)
Phoenix eller Phoenix Mars Lander er et ubemandet rumfartøj, der har som mission at lande tæt på nordpolen af Mars. Rumsonden har et sæt af videnskabelige instrumenter om bord, der har som formål at undersøge om miljøet på Mars kan eller har kunnet understøtte liv og undersøge vandets historie. Phoenix blev opsendt uden problemer 4. august 2007 og landede på Mars 25. maj 2008. Udviklingen af rumsonden er foregået som et samarbejde mellem adskillige instanser hvor University of Arizona under ledelse af NASA har haft det overordnede ansvar. De andre bidrag kommer fra NASA, det canadiske rumagentur, den amerikanske luftfartsindustri og universiteter i USA, Canada, Schweiz, Danmark og Tyskland. Fra Danmark deltager både Aarhus Universitet og Københavns Universitet.
Phoenix landede i Vastitas Borealis i nærheden af Heimdallkrateret på den nordlige halvkugle. Landingsområdet på 68° N og 233° Ø kaldes uformelt for Green Valley af Jet Propulsion Laboratory.
Den 31. juli 2008 meddelte NASA at laboratoriet om bord på Phoenix Mars Lander havde bekræftet fund af vand i en prøve af frossen jord hentet op fra en dybde på omkring 5 cm. Der har tidligere være indikationer på forekomster af is i dybtliggende kratre, men det er første gang en prøve har endeligt konstateret forekomster af vand på Mars.
Fundet har sammen med rumfartøjets generelle tilstand fået NASA til at forlænge Phoenix Mars Landers aktiviteter med 5 uger indtil 30. september 2008.

## Midnatssolen på retur
Phoenix landede nord for polarcirklen og har i 86 marsdøgn haft konstant solskin. Den 21. august kom den første solnedgang og natten varede en halv time. Efterhånden vil nætterne blive længere og længere og d. 3. april 2009 vil polarmørket opsluge landingsområdet indtil d. 11. juli 2009 hvor Solen viser sig igen i ca. 30 minutter. Længe inden vil rimfrost og et decideret isdække dog ødelægge Phoenix-sonden. Det er usandsynligt at Phoenix vil være funktionsdygtig næste marssommer, men softwaren sættes i Lazarus mode – dvs. det vil prøve at opnå kontakt hvis Phoenix' radio skulle virke.

## Galleri
- Phoenix bruger en robotarm til at grave ned til det forventede permafrostlag.
- Phoenix er anbragt oven på Delta-raketten på startrampe 17-A på Cape Canaveral.

- Den ene halvdel af raketnæsen er på plads. Den grå kugle nedenunder Phoenix er PAM-D (Payload Assist Module) faststofraketten der giver Phoenix det sidste skub mod Mars.
- Phoenix afprøves grundigt - forgængeren Mars Polar Lander gik tabt i 1999 pga. en mangelfuld afprøvning.
- Opsendelsen af Phoenix med en Delta II 7925 raket d. 4. august 2007

- :"Vastitas Borealis - the Phoenix has landed", taget få minutter efter landingen for at se om overfladen kunne bære Phoenix
- Kryoturbation grundet permafrosten (polygoner)
- Billedet tv. (15.jun.2008) viser små klumper is nederst tv. i gravesporet, klumperne er fordampet på billedet th. (19.jun.2008)